# Julienne Honorine Eyenga Fouda
Pour les articles homonymes, voir Eyenga.
Julienne Honorine Eyenga Fouda, née le 1er septembre 1942 à Nnom Ayos-Nbankomo est une mannequin camerounaise. Elle est la première miss Cameroun, élue en 1960.

## Biographie

### Miss Cameroun 1960
Elle devient à 16 ans la première Miss Cameroun. Elle fut élue  Star de la Beauté en 1960, puis Miss Yaoundé. Cette notoriété lui permet la rencontre de personnalités camerounaises telles Jean Baptiste Ayissi qui deviendra son mari et Germaine Ahidjo qui lui apportera soutiens financiers et appuis dans sa carrière de mannequin, d’hôtesse à Air Afrique, Air France et Cameroon Airlines de 1964 à 1978.

## Vie privée
Julienne Honorine Eyenga Fouda épouse le boxeur Jean-Baptiste Ayissi Ntsama avec qui elle a neuf enfants dont  Ayissi Le Duc (chorégraphe), Ayissi Ntsama Frédéric alias Zimbo (boxeur), Chantal Ayissi (danseuse), Ayissi Eyenga Josué (boxeur et homme d'affaires), Imane Ayissi (chorégraphe, styliste), Ndzié Ayissi Marguerite alias Fifi (styliste), Nnomo Ayissi Geneviève alias Bijou (mannequin), Ntsama Ayissi Abraham alias Souri (boxeur), Akassou Ayissi Juan Pedro (danseur) et un beau fils : Jean Marie Didière Ayissi (professeur de danse classique à l'Opéra , chorégraphe et encadreur).